# رادامانتوس

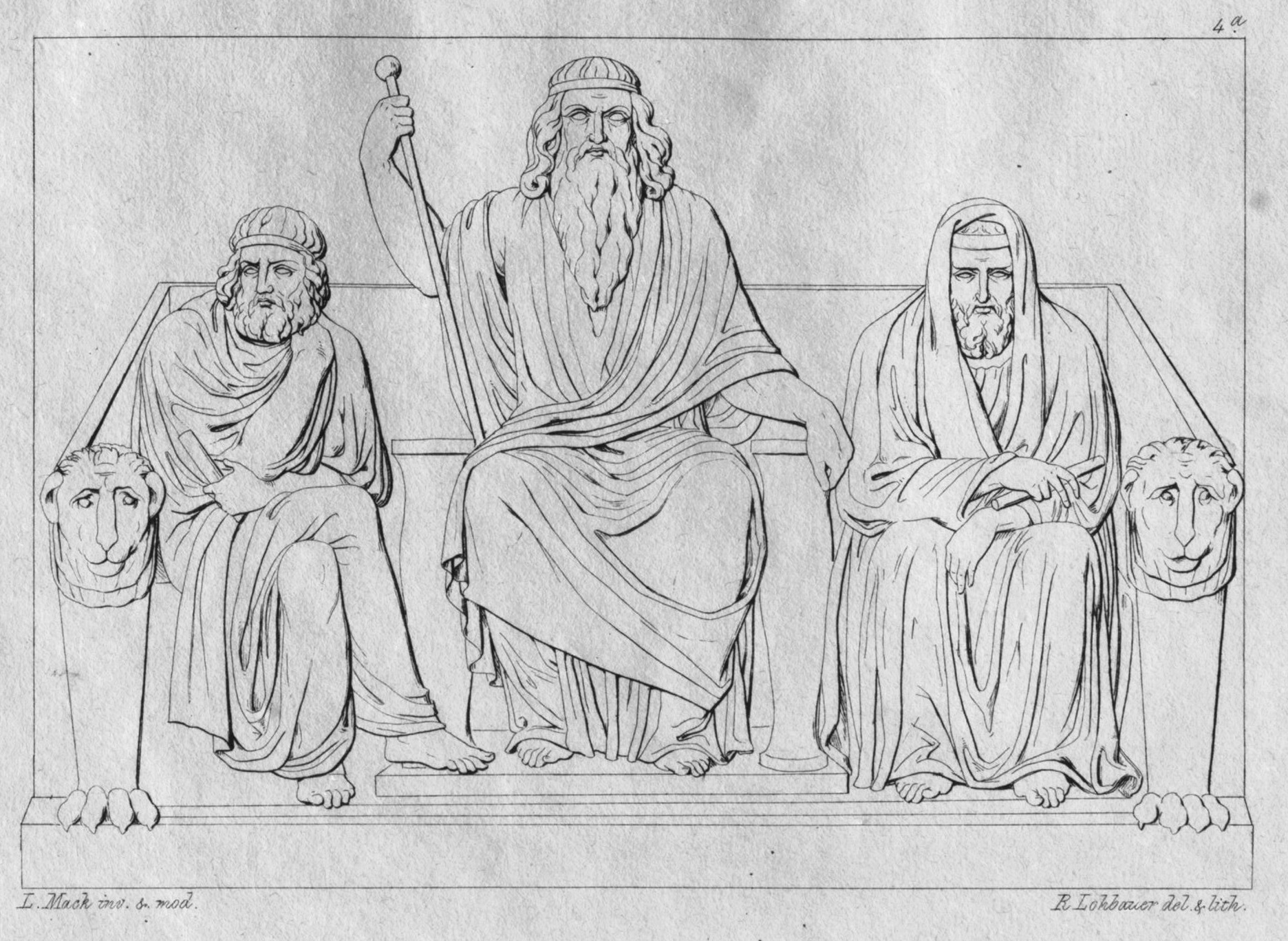
رادامانتوس و دو تن از یارانش.

رادامانتوس (به یونانی: Ῥαδάμανθυς) در اسطوره‌های یونان، فرزند زئوس و ائوروپه است. وی برادر مینوس و سارپدن بود. به روایتی پیش از مینوس پادشاه کرت بود. قوانین بی‌نظیری در اداره کرت داشت که بعدها اسپارتیان از آن تقلید کردند. پس از مرگ داور اعمال مردگان شد.